# Voie du Baztan
Pour les articles homonymes, voir Baztan.

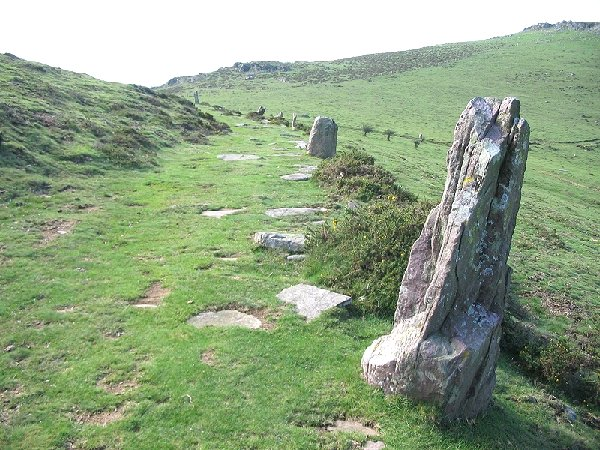
Le col de Belate est traversé par une ancienne voie romaine très caractéristique avec ses monolithes qui bordent le chemin. Passé le col, on trouvera l'ancien hôpital Santa Maria de Velate qui accueillait les pèlerins qui parcouraient la ruta del baztan.

La voie du Baztan ou chemin du Baztan (en basque : Baztango Donejakue bidea, en espagnol : ruta del Baztán ou camino de Santiago baztanés) est une voie du pèlerinage de Saint-Jacques-de-Compostelle. C'est la voie qui traverse les Pyrénées le plus à l'ouest et par le col le plus bas (col de Belate, 847 m).
C'est la voie antique qu'empruntaient les pèlerins descendus à Bayonne, soit le long de la côte sur la voie de Soulac, soit parce qu'ils y débarquaient, pour rejoindre le Camino Navarro le plus rapidement possible.

## Itinéraire

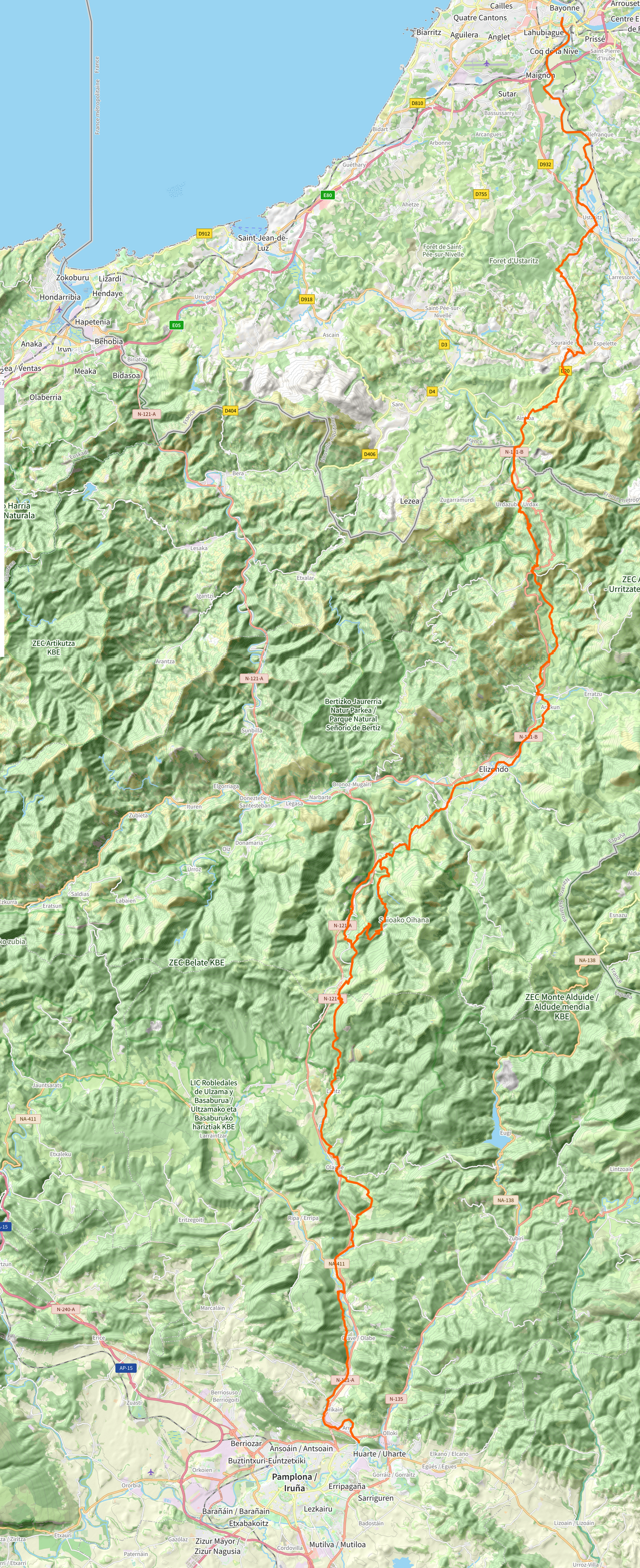
Carte de la voie du Baztan.

De Bayonne à Pampelune par la vallée du Baztan.

### France
- Bayonne
- Ustaritz
- Souraïde
- Ainhoa

### Espagne
- Dantxaria (quartier d'Urdazubi)
- Urdazubi
- col d'Otxondo (670 m)
- Amaiur
- Bozate (quartier d'Arizkun)
- Arizkun
- Elbete
- Elizondo
- Irurita
- Berroeta
- Almandoz
- col de Belate (847 m)
- Lantz
- Olague (Anue)
- Leazkue (Anue)
- Burutain (Anue)
- Ostiz (Odieta)
- Enderitz (Oláibar)
- Oláiz (Oláibar)
- Sorauren (Ezcabarte)
- Arre (Ezcabarte)
- Villava
- Pampelune

## Patrimoine
- cathédrale Sainte-Marie de Bayonne (UNESCO)
- église Saint-Jacques-le-Majeur de Souraïde
- monastère d'Urdazubi
- église Santiago d'Elizondo
- église Santa Maria de Velate
- monastère de Trinidad de Arre